# Erwin Nießlein
Erwin Nießlein (* 10. August 1925 in Wiener Neustadt; † 27. April 2006 in Klagenfurt am Wörthersee) war ein österreichischer Holzforscher und Autor sowie Hochschullehrer, Generalsekretär des Waldbesitzerverbands und langjähriger Direktor des Instituts für Forstpolitik und Raumordnung an der Universität Freiburg im Breisgau.

## Leben
Erwin Nießlein wurde am 10. August 1925 in Wiener Neustadt geboren und besuchte nach der allgemeinen Schulbildung die Hochschule für Bodenkultur Wien, die er erfolgreich mit einem Forststudium abschloss. Bereits während seiner Studienzeit hatte er im Forstwirteverein mitgearbeitet. Der Forstwirteverein hatte durch Arbeitsgemeinschaften und Exkursionen das nachkriegsbedingt karge Angebot der Hochschule für Bodenkultur in dieser Zeit bereichert. Nach seinem Studium arbeitete Nießlein ab 1950 bei Mayr-Melnhof in Frohnleiten. Hier entstand ab diesem Jahr – mit der Errichtung der ersten Kartonmaschine im Stammwerk Frohnleiten – die industrielle Fertigung von Faltschachteln aus Karton, aus der die Mayr-Melnhof Karton AG hervorging. Nach seiner Promotion im Jahre 1954 wurde Nießlein noch im selben Jahr mit der Leitung der Bezirksforstinspektion (BFI) Hartberg betraut. Auf Initiative Nießleins entstand in dieser Zeit der Waldverband Wechselgau, der damit auch der erste Waldverband Österreichs war. Als Geschäftsführer des Verbandes bestellte er den etwa gleichaltrigen Wilhelm Knechtel, der in weiterer Folge von 1955 bis 1988 die Geschicke des Verbandes leitete.
Von Österreichs Waldbesitzerverband mit Sitz in Wien wurde Nießlein 1961 zum Generalsekretär ernannt und galt als Initiator einer aktiven Interessenvertretung. Innerhalb des Forstvereins leitete er den forstpolitischen Ausschuss und arbeitete außerdem an der zeitgemäßen Anpassung des Forstrechtes und an der Zusammenarbeit mit der Holzwirtschaft und Natur- und Umweltschutzorganisationen. So arbeitete er in dieser Funktion mit der Holzwirtschaft im Bundesholzwirtschaftsrat zusammen und war einer der Mitbegründer der Kooperation Forst-Papier-Platte (FFP), das heute als Kooperationsplattform Forst Holz Papier (FHP) bekannt ist. 1964 erfolgte seine Habilitation an der Hochschule für Bodenkultur Wien; 1971 schloss er das Lehramt ab, um fortan eine Lehrtätigkeit aufzunehmen. Im Jahr 1974 folgte er dem Ruf an den Lehrstuhl für Forst- und Holzwirtschaftspolitik der Universität Freiburg im Breisgau und leitete dieses Institut bis zu seiner Emeritierung im Jahr 1993. Zu seinen Hauptforschungsgebieten zählten Forstpolitik, Raumordnung und Landschaftsplanung, Teilbereiche der allgemeinen Wirtschaftspolitik und dabei besonders Holzmarkt- und Umweltpolitik.
Im Laufe seiner langjährigen Tätigkeit bekleidete er diverse forstpolitische Führungspositionen in Deutschland und war zudem als Vorsitzender des Kuratoriums der Internationalen Holzmesse Klagenfurt tätig. In dieser Funktion gestaltete er bedeutsame forst- und holzwirtschaftliche Symposien. 1985 trat er als Gastprofessor an der Virginia State University in Blacksburg im US-Bundesstaat Virginia in Erscheinung. Während seiner jahrzehntelangen Laufbahn schrieb er auch diverse Fachbücher und Beiträge in Fachzeitschriften. 2002 veröffentlichte er den politischen Zukunftsroman Der Journalist Josef Jäger. Weiters verfasste er unter anderem Beiträge in folgenden Fachmedien: Allgemeine Forsteitung Wien, Der Forst- und Holzwirt, Holz-Zentralblatt, Beiträge zur Fremdenverkehrsforschung, Forstwissenschaftliches Centralblatt, HWB des Agrarrechts und Mitteilungen und Berichte des Salzburger Instituts für Raumforschung.
Nach der Emeritierung 1993 lebte Nießlein mit seiner Familie auf einem Bauernhof in Niederbayern und danach ab Dezember 2005 in Oberwölz. Anlässlich seines 80. Geburtstages im Sommer 2005 verfasste sein Freund und Wegbegleiter Walter Purrer eine Laudatio im Holzkurier. Nur wenige Monate nachdem er nach Oberwölz gezogen war, starb Nießlein am 27. April 2006 im damaligen Landeskrankenhaus Klagenfurt. Am 29. April 2006 wurde er auf dem Friedhof von Oberwölz beerdigt. Der Oberforstmeister Christoph Minutillo vom Benediktinerstift St. Lambrecht würdigte am offenen Grab das vielschichtige Lebenswerk Nießleins.

## Werke (Auswahl)
- 1964: Aufgaben der Forstpolitik in Österreich
- 1973: Regionalplanung Katschberg
- 1975: Erholungsraum Wienerwald
- 1981: Humane Marktwirtschaft
- 1982: Gesetze-Sammlung Wald (als Herausgeber)
- 1984: Vollzugsdefizite im Naturschutz (zusammen mit Gerhard W. Wittkämper und Peter Stuckhard)
- 1985: Was wir über das Waldsterben wissen (Herausgeber)
- 1985: Forstpolitik – Ein Grundriss sektoraler Politik
- 1989: Von der Sozialkostentheorie zum umweltpolitischen Steuerungsinstrument (zusammen mit Lorenz Jarass und Gustav Obermair)
- 1992: Naturschutz und Industriegesellschaft